# Jordi Alcaraz i Solé
Jordi Alcaraz i Solé (Sant Feliu de Llobregat, 1943 - Barcelona, 1985) fou un compositor i organista català.
Va estudiar orgue amb Montserrat Torrent i Serra al Conservatori Superior Municipal de Música de Barcelona i amb Helmuth Rilling a Stuttgart. Va obtenir el títol de professor superior de música al Conservatori de Barcelona, on l'any 1973 guanyà les oposicions de professor d'orgue. Com a compositor va guanyar diversos premis.